# پینارحصار
پینارحصار (به ترکی استانبولی: Pınarhisar) شهری است در کشور ترکیه که در استان قرقلرایلی واقع شده‌است. جمعیت این شهر بر اساس سرشماری سال ۲۰۰۸ میلادی ۱۰٬۹۱۳ نفر و بر اساس برآوردهای سال ۲۰۰۹ میلادی ۱۱٬۵۷۳ نفر می‌باشد.